# Italian Global Series Festival 2025
L'11ª edizione degli Italian Global Series Festival si è svolta dal 21 al 28 giugno 2025 a Rimini e Riccione.
La serata di premiazione finale è stata trasmessa in differita il 22 luglio 2025 su Rai 2 dal Palazzo dei Congressi di Riccione, con la conduzione di Laura Barth.

## Antefatti
Successivamente alla conclusione della decima edizione del Roma Fiction Fest nel 2016, il festival non ha avuto prosieguo. Nel 2025 il critico cinematografico, giornalista e regista italiano Marco Spagnoli e l'Associazione produttori audiovisivi, con il supporto del Ministero della cultura, della Società Italiana degli Autori ed Editori e di Associazione Generale Italiana dello Spettacolo, denominando il festival Italian Global Series Festival. Diversamente dalle edizioni precedenti la manifestazione si è svolta a Rimini e Riccione.

## Giurie
Le seguenti persone hanno fatto parte delle giurie delle varie sezioni del festival:

### Concorso internazionale
Categoria Comedy
- Paolo Genovese – Presidente di Giuria
- Andrea Guerra
- Constance Jamet
- Antonio Manetti
- Marco Manetti
- Gorka Otxoa
- Iris Peynado

Categoria Drama
- Cristina Comencini – Presidente di Giuria
- Francesco Centorame
- Clive Standen
- Margherita Mazzucco
- Debi Mazar

Giuria Limited Series
- Bille August
- Alan Gasperoni
- Deborah Davis
- Riccardo Scamarcio
- Barbara Abel

### Fiction italiana
- Viola Rispoli – Presidente di Giuria generale

Giuria miglior sceneggiatura
- Viola Rispoli
- Giacomo Scarpelli
- Vinicio Canton
- Laura Ippoliti
- Maddalena Ravagli

Giuria miglior serie
- Umberto Marino
- Florinda Martusciello
- Daniele Orazi
- Federico Scardamaglia
- Valentina Segre

Giuria miglior regia
- Umberto Marino
- Carolina Pavone
- Ricky Tognazzi

## Concorso internazionale

### Candidature
Le candidature sono state annunciate il 4 giugno 2025.

#### Categoria Drama
- Alex Bravo - Poliziotto a modo suo, regia di Beniamino Catena (Italia)
- Bookish, regia di Carolina Giammetta (Regno Unito)
- Doubt, regia di Song Yeon-hwa (Corea del Sud)
- Frust, regia di Danis Tanović (Serbia)
- Hidden island, regia di Rodrigo Susarte (Cile)
- Il commissario Ricciardi, regia di Gianpaolo Tescari (Italia)
- Los sin nombre, regia di Pau Freixas (Spagna)
- The Assassin, regia di Lisa Mulcahy (Regno Unito, Germania, Australia, Grecia)
- The puzzle lady, regia di Tom Dalton (Germania, Regno Unito)
- Weiss & Morales, regia di Oriol Ferrer (Germania, Spagna)
- Rise of the raven, regia di Robert Dornhelm, Orsi Nagypal, Attila Szász, Balázs Lengyel (Ungheria, Austria, Germania)

#### Categoria Comedy
- Celeste, regia di Elena Trapé (Spagna)
- Douglas is cancelled, regia di Ben Palmer (Regno Unito)
- Gassal, regia di Selçuk Aydemir (Turchia)
- Happy's place, regia di Pamela Fryman, Victor Gonzalez, Joanna Kerns, Robbie Countryman (Stati Uniti)
- The best year, regia di Magnus Millang (Danimarca)
- Undertaker, regia di Lin Li-shu, Arthur Chou (Taiwan)
- Video nasty, regia di Christopher Smith, Megan K. Fox (Irlanda, Regno Unito, Germania)
- Who almost killed Melody?, regia di Pascal L'Heureux (Canada)

#### Categoria Limited Series
- Estranei, regia di Cosimo Alemà (Italia)
- Kabul, regia di Kasia Adamik, Olga Chajdas (Francia, Germania, Grecia, Belgio, Italia)
- La cancion, regia di Alejandro Marín (Spagna)
- The confidante, regia di Just Philippot (Francia)ù
- Los 39, regia di Max Lemcke, Jorge Saavedra (Spagna)
- Mixtape, regia di Lucy Gaffy (Australia, Canada, Irlanda)
- My dear mother, regia di Doris Tääker (Estonia)
- Noi del rione sanità, regia di Luca Miniero (Italia)
- Reunion, regia di Luke Snellin (Regno Unito)
- Train hostesses, regia di Vladimir Yanoshchuk (Ucraina)

### Premi
Le tre giurie internazionali dell'edizione hanno assegnato i seguenti premi:
- Miglior serie Drama: Doubt, regia di Song Yeon-hwa
- Miglior regia Drama: Lisa Mulcahy per The Assassin
- Migliore attrice Drama: Phyllis Logan per The Puzzle Lady
- Migliore attore Drama: Han Suk-kyu per Doubt
- Premio speciale della giuria categoria Drama: Hidden island, regia di Rodrigo Susarte
- Miglior serie Comedy: Celeste, regia di Elena Trapé
- Miglior regia Comedy: Christopher Smith e Megan K. Fox per Video nasty
- Migliore attrice Comedy: Carmen Machi per Celeste
- Migliore attore Comedy: Ahmet Kural per Gassal
- Premio speciale della giuria categoria Comedy: Douglas is cancelled, regia di Ben Palmer
- Miglior serie Limited: Train hostesses, regia di Vladimir Yanoshchuk
- Miglior regia Limited Series: Lucy Gaffy per Mixtape
- Migliore attrice Limited Series: Laure Calamy per The confidante
- Migliore attore Limited Series: Matthew Gurney per Reunion
- Premio speciale della giuria categoria Limited Series: Kabul, regia di Kasia Adamik, Olga Chajdas

## Fiction italiana
Le candidature sono state annunciate il 1 maggio 2025. I vincitori delle categorie sono riportati in grassetto.

### Miglior serie drama
- The Bad Guy
- L'amica geniale
- Citadel: Diana
- Gangs of Milano
- I casi di Teresa Battaglia
- Il patriarca
- La legge di Lidia Poët
- Mare fuori
- Mina Settembre
- Prisma
- Vincenzo Malinconico, avvocato d'insuccesso

### Miglior regia in una serie drama
- Laura Bispuri – L'amica geniale
- Claudio Amendola – Il patriarca
- Francesco Bruni – Tutto chiede salvezza
- Stefano Reali – Storia di una famiglia perbene
- Simone Spada – Rocco Schiavone

### Miglior sceneggiatura in una serie drama
- Elena Ferrante, Francesco Piccolo, Laura Paolucci, Saverio Costanzo – L'amica geniale
- Filippo Gili, Michele Pellegrini, Pier Paolo Piciarelli, Pierpaolo Pirone, Salvatore De Mola – Imma Tataranni - Sostituto procuratore
- Ludovica Rampoldi, Davide Serino, Giuseppe Gennaro Stasi, Fortunata Apicella, Giacomo Bendotti, Giordana Mari – The Bad Guy
- Luca Giordano, Bernardo Pellegrini, Filippo Gravino, Elisa Dondi, Carlo Bonini – ACAB - La serie
- Mauro Capucci Casiraghi, Eleonora Fiorini – Libera

### Miglior attrice protagonista in una serie drama
- Vanessa Scalera – Imma Tataranni - Sostituto procuratore
- Claudia Pandolfi – The Bad Guy
- Irene Maiorino – L'amica geniale
- Matilda De Angelis – Citadel: Diana e La legge di Lidia Poët
- Serena Rossi – Mina Settembre
- Lunetta Savino – Libera

### Miglior attore protagonista in una serie drama
- Luigi Lo Cascio – The Bad Guy
- Fabrizio Gifuni  – L'amica geniale
- Federico Cesari – Tutto chiede salvezza
- Marco Giallini – Rocco Schiavone
- Massimiliano Gallo – Imma Tataranni - Sostituto procuratore

### Miglior serie in una serie comedy
- Hanno ucciso l'Uomo Ragno - La leggendaria storia degli 883
- I delitti del BarLume
- Che Dio ci aiuti
- Piedone - Uno sbirro a Napoli
- Vita da Carlo
- Don Matteo
- Sono Lillo

### Miglior regia in una serie comedy
- Alice Filippi, Francesco Agostini, Sydney Sibilia – Hanno ucciso l'Uomo Ragno - La leggendaria storia degli 883
- Alessio Maria Federici – Piedone - Uno sbirro a Napoli
- Carlo Verdone, Valerio Vestoso – Vita da Carlo
- Eros Puglielli – Sono Lillo
- Roan Johnson, Milena Cocozza – I delitti del BarLume

### Miglior sceneggiatura in una serie comedy
- Chiara Laudani, Sydney Sibilia, Francesco Agostini, Giorgio Nerone – Hanno ucciso l'Uomo Ragno - La leggendaria storia degli 883
- Alessandro Zullato, Anna Bottino, Costanza Cerasi, Edoardo Agostino Gino, Elena Bucaccio, Mario Ruggeri, Matteo Menduni, Silvia Leuzzi, Umberto Gnoli – Che Dio ci aiuti
- Carlo Verdone, Pasquale Plastino, Luca Mastrogiovanni – Vita da Carlo
- Giuseppe Fiore, Laura Grimaldi, Paolo Piccirillo, Jacopo Sonnino – Piedone - Uno sbirro a Napoli
- Roan Johnson, Ottavia Madeddu, Davide Lantieri, Carlotta Alessandra Massimi – I delitti del BarLume

### Migliore attrice protagonista in una serie comedy
- Silvia D'Amico – Piedone - Uno sbirro a Napoli
- Francesca Chillemi – Che Dio ci aiuti
- Lucia Mascino – I delitti del BarLume
- Enrica Guidi – I delitti del BarLume
- Stefania Rocca – Vita da Carlo

### Migliore attore protagonista in una serie comedy
- Matteo Oscar Giuggioli – Hanno ucciso l'Uomo Ragno - La leggendaria storia degli 883
- Nino Frassica – Don Matteo
- Pasquale Petrolo – Sono Lillo
- Salvatore Esposito – Piedone - Uno sbirro a Napoli
- Stefano Fresi – I delitti del BarLume

### Miglior miniserie
- L'arte della gioia
- Dostoevskij
- Il Gattopardo
- Inganno
- Leopardi - Il poeta dell'infinito
- Mike
- Avetrana - Qui non è Hollywood
- Storia della mia famiglia
- M - Il figlio del secolo
- Brennero

### Miglior regia in una miniserie
- Nicolangelo Gelormini, Valeria Golino – L'arte della gioia
- Claudio Cupellini – Storia della mia famiglia
- Pappi Corsicato – Inganno
- Giuseppe Mezzapesa – Avetrana - Qui non è Hollywood
- Sergio Rubini – Leopardi - Il poeta dell'infinito

### Miglior sceneggiatura in una miniserie
- Elisa Dondi, Filippo Gravino – Storia della mia famiglia
- Valia Santella, Francesca Marciano, Luca Infascelli, Stefano Sardo, Valeria Golino – L'arte della gioia
- Carla Cavalluzzi, Angelo Pasquini, Sergio Rubini – Leopardi - Il poeta dell'infinito
- Giuseppe Mezzapesa, Carmine Gazzanni, Flavia Piccinni, Davide Serino, Antonella W. Gaeta – Avetrana - Qui non è Hollywood
- Stefano Bises, Davide Serino, Antonio Scurati – M - Il figlio del secolo

### Migliore attrice protagonista in una miniserie
- Tecla Insolia – L'arte della gioia
- Benedetta Porcaroli – Il Gattopardo
- Elena Radonicich – Brennero
- Miriam Leone – Miss Fallaci
- Monica Guerritore – Inganno
- Barbara Chichiarelli – M - Il figlio del secolo
- Vanessa Scalera – Avetrana - Qui non è Hollywood
- Giulia Perulli – Avetrana - Qui non è Hollywood

### Migliore attore protagonista in una miniserie
- Luca Marinelli – M - Il figlio del secolo
- Filippo Timi – Dostoevskij
- Eduardo Scarpetta – Storia della mia famiglia
- Kim Rossi Stuart – Il Gattopardo
- Leonardo Maltese – Leopardi - Il poeta dell'infinito
- Claudio Gioè – Mike
- Giuseppe Battiston – Stucky
- Giuseppe Fiorello – I fratelli Corsaro

### Miglior in un film TV
- Il treno dei bambini
- A Capodanno tutti da me
- BFF: Best Friends Forever
- Champagne - Peppino di Capri
- La bambina con la valigia
- La farfalla impazzita
- Mica è colpa mia
- Questione di stoffa
- Questi fantasmi!
- Svaniti nella notte

### Miglior regia in un film TV
- Cristina Comencini – Il treno dei bambini
- Alessandro Gassmann – Questi fantasmi!
- Cinzia TH Torrini – Champagne - Peppino di Capri
- Renato De Maria – Svaniti nella notte
- Alessandro Angelini – Questione di stoffa

### Miglior sceneggiatura in un film TV
- Massimo Gaudioso, Filippo Gili – Questi fantasmi!
- Alessandro Angelini, Caterina Salvadori – Questione di stoffa
- Andrea Porporati – La bambina con la valigia
- Furio Andreotti, Giulia Calenda, Cristina Comencini, Camille Pomme Poldine Dugay – Il treno dei bambini
- Mauro Gregorio Caporiccio, Andrea Porporati, Maria Porporati – La farfalla impazzita

### Miglior attrice protagonista in un film TV
- Barbara Ronchi – Il treno dei bambini
- Ambra Angiolini – BFF: Best Friends Forever
- Anna Foglietta – Questi fantasmi!
- Claudia Vismara – La bambina con la valigia
- Gaja Masciale – Champagne - Peppino di Capri

### Miglior attore protagonista in un film TV
- Massimiliano Gallo – Questi fantasmi!
- Francesco Del Gaudio – Champagne - Peppino di Capri
- Massimo Wertmüller – La farfalla impazzita
- Pierpaolo Spollon – Questione di stoffa
- Riccardo Scamarcio – Svaniti nella notte
- Christian Cervone – Il treno dei bambini

## Maximo Excellence Award
I premiati del Maximo Execcellence Award dell'edizione sono stati i seguenti:
- Elena Radonicich
- Carmine Recano
- Cristina Comencini
- Carlo Verdone
- Dean Norris